# Mychonia fleximargo
Mychonia fleximargo är en fjärilsart som beskrevs av Paul Dognin 1909. Mychonia fleximargo ingår i släktet Mychonia och familjen mätare. Inga underarter finns listade i Catalogue of Life.